# Ambrósio Pinto
Ambrósio Pinto (Itajubá, 3 de outubro de 1932 - Itajubá, 7 de janeiro de 2018) foi um empresário e político brasileiro do estado de Minas Gerais.

Foi deputado estadual em Minas Gerais por três legislaturas consecutivas, de 1991 a 2003 (da 12ª à 14ª legislatura) pelo PRS e PTB.

Ambrósio Pinto foi prefeito de Itajubá no período de 1983 a 1988.
Ocupou também o cargo de presidente da Associação dos Municípios da Microrregião do Alto Sapucaí (AMASP) e foi um dos fundadores do Clube dos Diretores Lojistas de Itajubá.